# دیونیزوس (باکوس)
دیونیسوس یا دیونیزوس (به یونانی: Διόνυσος یا Διώνυσος) نام ایزدی در اساطیر یونان که دارای دو ریشه مجزا است، از طرفی او ایزد شراب، زراعت انگور، قداست می، ناظر بر جشن‌های مقدس و حاصل‌خیزی طبیعت است و از طرفی دیگر دیونیسوس نشان‌دهندهٔ ویژگی‌های برجسته هنر ادیان مختلف همانند کسانی که در الوزیس به‌عبادت می‌پرداختند. او بزرگ‌ترین خدای جهان یونانی (هلنیستی) متأخر است، که در آن پرستش او با مراسمی پرزرق و برق همراه بود و آن نوعی وعده رهایی محسوب می‌شد. دیونیسوس را اغلب با ساتیرهای مذکر و مؤنث و مائنادها (ایزد کشتزاران) نشان می‌دهند. او همچنین ایزد شهوت است، از این رو، بسیاری از پرستشگاه‌ها به نام او بودند و جشن‌ها با نام او برگزار می‌شدند.
رومیان این خدا را بیشتر با نام باکخوس (به یونانی: Βάκχος) یا باکوس (به لاتین: Bakchos) می‌خواندند. در حدود دو دهه پس از رواج گستردهٔ ماگنا ماتر در روم، مجلس سنا بر ضد کیش رازآمیز دیگر، این بار از یونان، دست به مخالفت برداشت. باکوس (برابر دیونیسوس یونانی) ایزد منجی و خداوندگارِ مَی بود. شعایر مربوط به او باکانالیا خوانده می‌شد، به می‌گساری و هرزگی شهره بود و احتمالاً به تجربه خلسه‌وار آیینی کمک می‌کرد. در ۱۸۶ پیش از میلاد مجلس سنا این کیش را ممنوع کرد زیرا معتقد بودند که نه تنها باعث هرزگی و فساد بیش از حد می‌شد، بلکه طبقات پایین جامعه را به توطئه بر ضد مقامات دولتی وامی‌داشت. همهٔ شعایر سِرّی باکوسی در سراسر ایتالیا ممنوع گردید و رومی‌ها نیز از کاهن شدن منع شدند و عقوبتش مرگ بود.
دیونیسوس که در متون اورفیک به نام زاگرئوس نیز نامیده می‌شود.

## زایش و تبار
دیونیسوس جوان‌ترین ایزد در میان خدایان بزرگ یونان به‌شمار می‌رفت. او نه تنها خدای شراب بود، بلکه نفوذ اجتماعی و سودآور شراب نیز مربوط به او بوده است. خاستگاه جغرافیایی اسطوره‌های او نامعلوم است، اما تقریباً همهٔ افسانه‌ها ریشهٔ بیگانه‌ای را برای او می‌دانند. شاید در اصل (مانند دیمیتر) خدای محصول و زراعت بوده است.
سمله، یکی از دختران کادموس و خواهر آگاوه بود، و در روایتی دیگر، سمله نه دختر کادموس، که از اهالی فریگیه و همان زملو (Zemelo) مادر زمین و از عناصر فریگیه‌ای در کیش تراکیایی است. گفته می‌شود که زئوس عاشق سمله شده و حاصل این شیدایی زاده شدن دیونیسوس از سمله است. در روایتی از اوریپید، آگاوه که شیدایی زئوس به سمله را باور نداشت، از خواهرش می‌خواهد که از زئوس بخواهد با تمام شکوه خویش بر او پدیدار شود. زئوس که وعده داده بود همه خواسته‌های سمله را برآورد، بر او نمایان شد و سمله چنان سوخت که در روایتی پس از مرگ نیز از آرامگاه او دود برمی‌خاست و این شاید از آتش مقدسی بود که در آرامگاه سمله به یاد تجلی زئوس فروزان نگاه داشته می‌شد. آگاوه به دیگران می‌گوید که سمله با انسانی عادی سر و کار داشته و زئوس به سبب ادعای خویش، او را خاکستر کرده است. به همین دلیل، دیونیسوس از آگاوه انتقام می‌گیرد.
در برخی افسانه‌ها آمده است که دیونیسوس از ران زئوس متولد شد؛ به این ترتیب که هنگامی که زئوس شاید به سبب حسادت هرا و به تحریک او با تمام شکوه خود بر سمله نمایان شد، فرزند را از زهدان او ربود و تا هنگام زادن او را در ران خود نهان کرد و این شاید تقلیدی از رسمی کهن است که فرمانروایان زادن را تقلید می‌کردند تا از دید کارن هورنای عقده نزادن را جبران کنند.

## آیین پرستش
دیونیسوس ایزد شراب و کشاورزی در یونان باستان، با اصلیت تراکی‌های (اهل تراس) بود. دیونیسوس نه تنها ایزد شراب با قدرت مست کنندگی‌اش، بلکه نماد تمام آیین‌ها و آثار شراب در جامعه بود. در افسانه‌های یونان، دیونیسوس یک جام خرگوشی داشت که هرچه از آن می‌نوشید هیچ‌گاه خالی نمی‌شد. کیش دیونیسوس ترکیبی از کیش خدایان تراکیایی (Trace) و فریگیه‌ای و خدایان باروری و حاصلخیزی است که در مراسم آیینی و سالیانه برای بزرگداشت وی در یونان، در تاکستان‌ها و زمین‌های کشاورزی، مردم دور هم جمع می‌شدند و یک بز را قربانی می‌کردند و آواز می‌خواندند و سپس بز را قطعه‌قطعه کرده و در کل زمین پخش می‌کردند و اعتقاد داشتند که با این کار دیونیزوس باعث حاصل‌خیزی زمین می‌شود.
اشعاری که این کشاورزان می‌خواندند به تراگو دیا (trago dia) معروف شد. تراگو در یونانی به معنی بز و دیا به معنی شعر است و در واقع به معنای سرود بزی است. نام امروزی تراژدی از همین واژه گرفته شده است. رفته‌رفته این اشعار را همه ساله در جشنواره‌ای به نام سپاس که به افتخار دیونیزوس برپا می‌شده می‌خواندند و همین سنگ بنای تئاترهای اولیه شد.
پرستش او در یونان و روم با مراسم شراب‌خواری همراه بوده است، چرا که حالت رهایی و جذبه‌ای که نیایش‌کنندگان دیونیسوس آنان را تجربه می‌کردند با نوشیدن زیاد شراب شدت می‌گرفت و این کیش به ویژه نزد زنان پیروان بسیار داشت. مراسم آیینی این کیش در شرایط حاد تنش‌های اجتماعی برخاسته از فرهنگ گناه دوران تاریک بعد از فرود فرهنگ موکنای را جبران می‌کرد. چنین بر می‌آید که مردمان موکنه نیز خدایی به نام دیونیسوس را می‌شناختند، اما شتاب گسترش کیش جذبه‌آلود دیونیسوس، بی‌تردید مربوط به دوره‌های بعد و اهمیت او در این است که تنها خدای المپی است که از زنی میرا زاده شد.
می‌گویند دیونیسوس در فریگیه تاک را کشف و به مردم ساختن شراب را یاد داد. بدین روایت با رواج کیش دیونیسوس و مراسم آیینی آن مردمی را که از کیش او دوری می‌جستند، دچار کیفر شیدایی می‌شدند. رفتار زنانی که به تپه‌های فریگیه روی می‌آوردند نمودی از این شیدایی و شاید این رفتار بخشی از مراسمی بود که در پایان سال زنان سال کهنه را از شهر بیرون می‌بردند و در بازگشت سال نو را به شهر می‌آوردند و این رسمی است که هنوز هم در بسیاری از شهرهای اروپا رواج دارد. در این مراسم زنان دسته‌دسته شب را برفراز تپه‌های برهنه به پایکوبی و دست‌افشانی می‌گذراندند و این رقص در آن‌ها شور و خلسه پدیدمی‌آورد. اوریپیدس در اثر خود به نام «زنان معبد باکوس» هم زیبایی و هم خشونت و پاره‌پاره کردن جانداران را در این مراسم توصیف کرده است.

### مایندادس
زنان پرستنده دیونیسوس، مایندادس نامیده می‌شدند. مراسم آن‌ها با می‌گساری و رقص و نواختن آهنگ همراه بود. آن‌ها معمولاً به شکل پای‌کوبان پریشان‌موی در حالی‌که چوبی از شاخه مو و عشقه در دست داشتند، تجسم یافته‌اند.

## نگارخانه

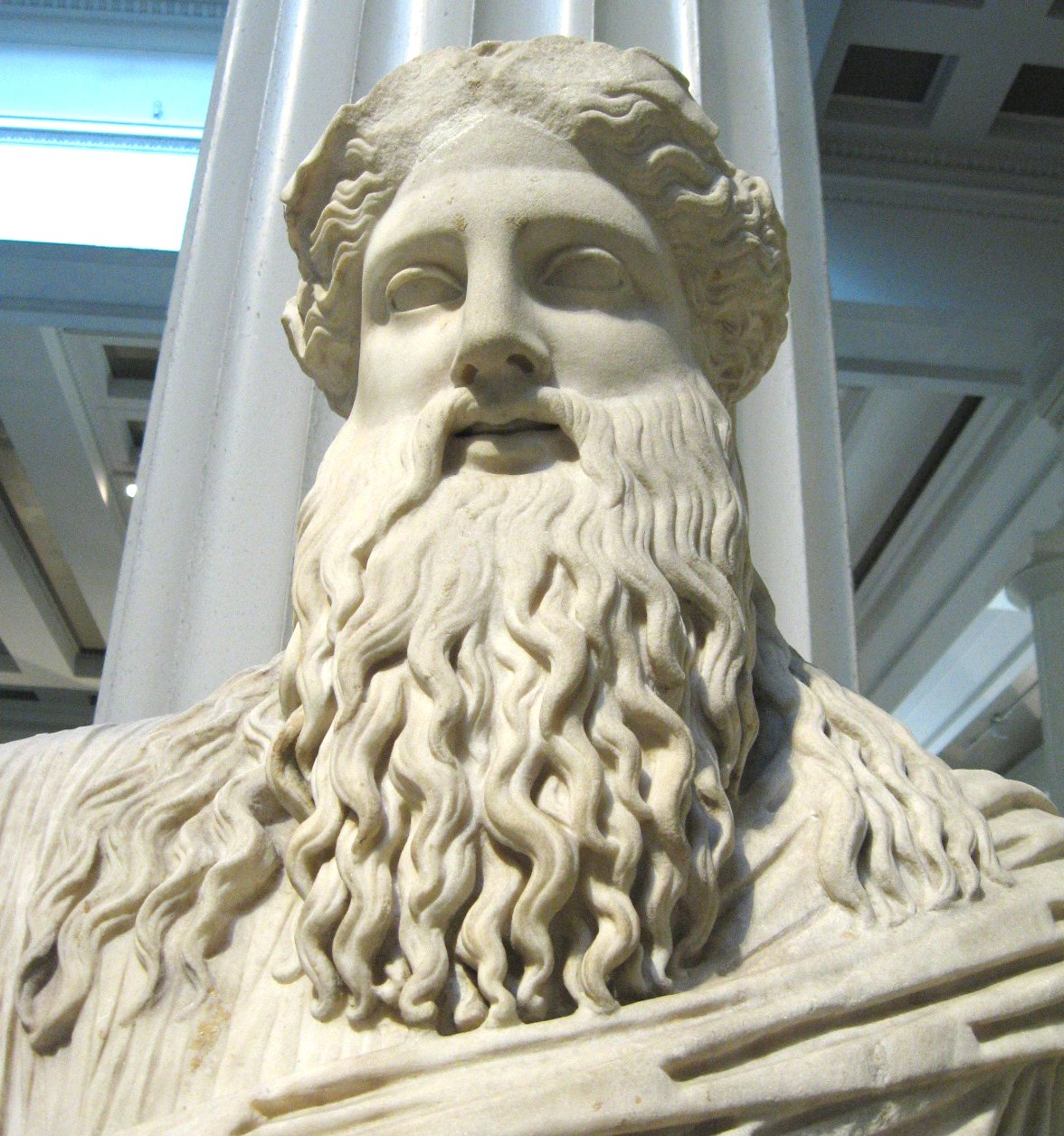
تندیس دیونسیوس در موزهٔ بریتانیا در لندن
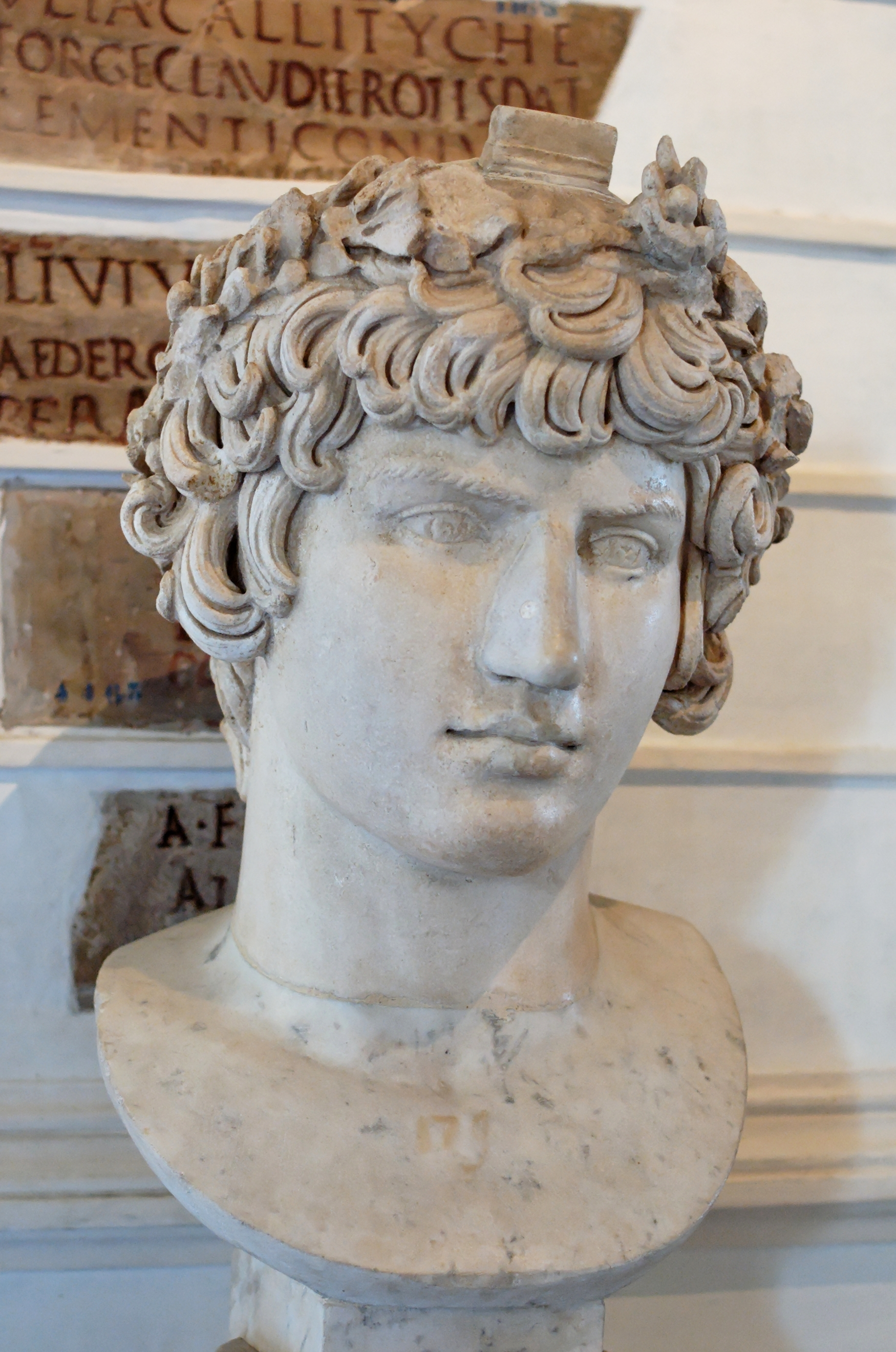
تجسم آنتینوس، معشوقهٔ هادریان (امپراتور روم) در هیبت باکوس